# NGC 2823
NGC 2823 é uma galáxia espiral barrada (SBa) localizada na direcção da constelação de Lynx. Possui uma declinação de +34° 00' 30" e uma ascensão recta de 9 horas, 19 minutos e 17,4 segundos.
A galáxia NGC 2823 foi descoberta em 13 de Março de 1850 por William Parsons.